# 트체프

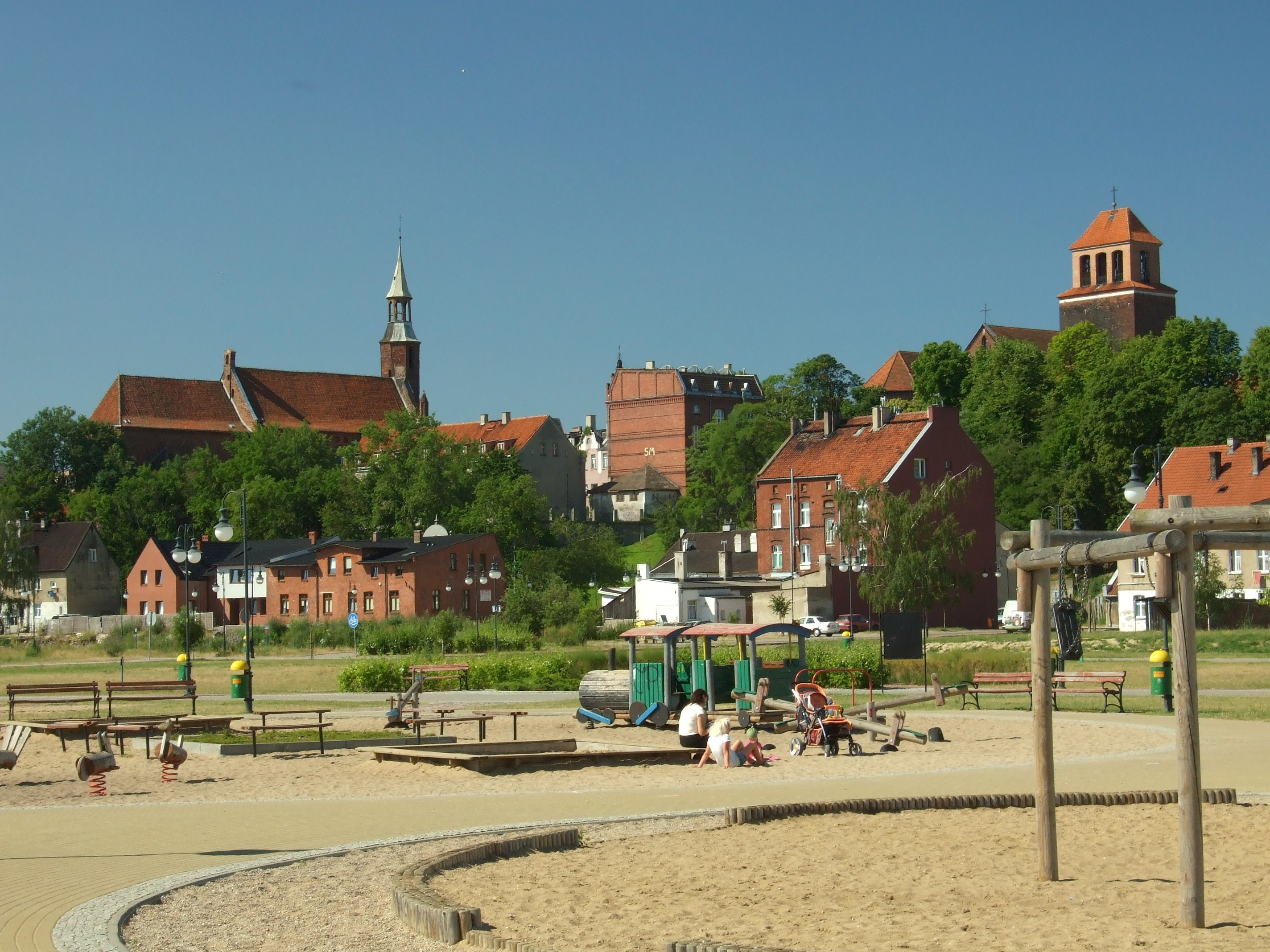
트체프 구 시가지

트체프(폴란드어: Tczew, 독일어: Dirschau)는 폴란드 북부 포모제주에 위치한 도시로, 면적은 22.26km2, 높이는 25m, 인구는 60,279명(2009년 기준), 인구 밀도는 2,700명/km2이다. 1260년 시로 승격되었으며 1975년부터 1998년까지는 그단스크 주에 속했다. 철도가 지나가는 교통의 요충지이며 오랜 역사를 자랑하는 비스와 대교로 유명한 도시이다.

시기
시 문장